# Pain in My Heart
Pain in My Heart är ett musikalbum av soulsångaren Otis Redding som lanserades i mars 1964. Detta var Reddings debutalbum. 

## Låtlista
| 1. | Pain in My Heart   | 2:22 |
| 2. | The Dog            | 2:30 |
| 3. | Stand by Me        | 2:45 |
| 4. | Hey Hey Baby       | 2:15 |
| 5. | You Send Me        | 3:10 |
| 6. | I Need Your Lovin' | 2:45 |

| 7.  | These Arms of Mine         | 2:30 |
| 8.  | Louie Louie                | 2:05 |
| 9.  | Something is Worrying Me   | 2:25 |
| 10. | Security                   | 2:30 |
| 11. | That's What My Heart Needs | 2:35 |
| 12. | Lucille                    | 2:25 |